# 鮑起豹
鲍起豹（1794年—1858年），字文蔚，号爱山，安徽六安州（今六安市）人，清朝軍事将领，咸豐初官至湖南提督。

## 生平
父鲍友信，武进士出身，累官云南昭通镇守备，平定苗乱时戰死，赏雲騎尉世职。嘉庆十七年（1812年），鲍起豹袭雲騎尉，分发六安营学习，期满以守备用。道光四年（1824年），补江苏苏松镇守备。道光十一年（1831年），擢吴淞营游击，因捕盗勤奋，得到两江总督陶澍保奏留任。道光十二年（1832年），补参将，升太湖协副将，署苏松镇总兵。道光十四年（1834年），署狼山镇总兵。道光十五年（1835年），擢广东琼州镇总兵。道光二十三年（1843年），副将张斌巡洋遭劫，鲍起豹坐失察，夺去顶戴。不久以捕獲贼首九龙兽等功，开复。道光二十七年（1847年），回籍养亲，不久母喪丁忧。道光三十年（1850年）服阙，授甘肃凉州镇总兵。
咸丰元年（1851年），擢云南提督，调湖南。太平天国兴起，鲍起豹与余万清等筹备防御事宜。咸丰二年（1852年），太平军攻广西全州，鲍起豹移驻湖南永州，击退进犯零陵之敌。太平军攻长沙，鲍起豹等死守八十一天，围解。十一月，岳州陷落，降四级留任。十二月，克复岳州。咸丰四年（1854年），奉命节制全省军务，保卫省城。不久因未积极督剿，革職。咸丰八年（1858年）卒。